# Bangbing
Bangbing Xiang (kinesiska: 邦丙, 邦丙乡) är en socken i Kina. Den ligger i provinsen Yunnan, i den sydvästra delen av landet, omkring 350 kilometer sydväst om provinshuvudstaden Kunming. Antalet invånare är 18 767. Befolkningen består av 8 880 kvinnor och 9 887 män. Barn under 15 år utgör 17,0 %, vuxna 15-64 år 76 %, och äldre över 65 år 6,0 %.
Genomsnittlig årsnederbörd är 1 374 millimeter. Den regnigaste månaden är juli, med i genomsnitt 383 mm nederbörd, och den torraste är februari, med 5 mm nederbörd.